# Мілбанк (Південна Дакота)
Мілбанк (англ. Milbank) — місто (англ. city) в США, в окрузі Ґрант штату Південна Дакота. Населення — 3544 особи (2020).

## Географія
Мілбанк розташований за координатами 45°13′10″ пн. ш. 96°38′1″ зх. д. / 45.21944° пн. ш. 96.63361° зх. д. (45.219432, -96.633696).  За даними Бюро перепису населення США в 2010 році місто мало площу 7,36 км², з яких 7,15 км² — суходіл та 0,22 км² — водойми.

## Демографія
Згідно з переписом 2010 року, у місті мешкали 3353 особи в 1508 домогосподарствах у складі 898 родин. Густота населення становила 455 осіб/км².  Було 1683 помешкання (229/км²).
Расовий склад населення:
| - 96,4 % — білих - 0,4 % — корінних американців - 0,3 % — азіатів - 0,2 % — чорних або афроамериканців - 1,8 % — осіб інших рас |

До двох чи більше рас належало 0,9 %. Частка іспаномовних становила 3,2 % від усіх жителів.
За віковим діапазоном населення розподілялося таким чином: 21,8 % — особи молодші 18 років, 55,9 % — особи у віці 18—64 років, 22,3 % — особи у віці 65 років та старші. Медіана віку мешканця становила 46,3 року. На 100 осіб жіночої статі у місті припадало 93,3 чоловіків;  на 100 жінок у віці від 18 років та старших — 88,2 чоловіків також старших 18 років.
Середній дохід на одне домашнє господарство  становив 55 309 доларів США (медіана — 42 153), а середній дохід на одну сім'ю — 69 078 доларів (медіана — 54 188). Медіана доходів становила 36 319 доларів для чоловіків та 27 356 доларів для жінок. За межею бідності перебувало 9,1 % осіб, у тому числі 3,3 % дітей у віці до 18 років та 11,7 % осіб у віці 65 років та старших.
Цивільне працевлаштоване населення становило 1825 осіб. Основні галузі зайнятості: сільське господарство, лісництво, риболовля — 17,7 %, освіта, охорона здоров'я та соціальна допомога — 15,5 %, оптова торгівля — 12,4 %.